# Mont d’Amin
Der Mont d’Amin ist ein Berggipfel im Schweizer Jura mit einer Höhe von 1417 m ü. M.
Der Gipfel liegt auf dem Gemeindeboden von Val-de-Ruz (bis 2012 Chézard-Saint-Martin) im Kanton Neuenburg, rund 10 km nördlich der Stadt Neuenburg und ca. fünf Kilometer östlich der Stadt La Chaux-de-Fonds. Der Name Amin wird 1150 als apud Amens erstmals erwähnt, was so viel bedeutet wie bei den Leuten des Amo/Hamo. 

## Lage
Der Mont d’Amin ist Teil einer Jurakette, die sich in Richtung Südwest-Nordost vom Mont Racine über die Tête de Ran, die Vue des Alpes bis zum Chasseral erstreckt. Begrenzt wird der Höhenrücken im Süden vom Talbecken des Val de Ruz, im Westen von der Passhöhe Vue des Alpes und im Norden von der Senke Le Convers, die zum westlichsten Abschnitt des Vallon de Saint-Imier gehört. Die östliche Grenze wird durch eine Linie von der Höhe Les Vieux Prés über die Schlucht Pertuis bis nach Derrière Pertuis definiert. Dem Mont d’Amin südlich vorgelagert ist die auf durchschnittlich 1200 m liegende Hangschulter der Montagne de Cernier und Montagne de Chézard.

## Geologie
In strukturgeologischer Hinsicht bildet der Mont d’Amin eine Antiklinale des Faltenjuras. Im Lauf der Zeit wurde das aus kompetentem Kalkstein der jüngeren Jurazeit bestehende Gewölbe an Schwachstellen durch Erosion angegriffen und teilweise abgetragen. Dadurch wurden die darunterliegenden weicheren Gesteinsschichten freigelegt. Der Kamm des Mont d’Amin stellt heute den steilgestellten südlichen Schenkel der Antiklinale dar. In einer Entfernung von etwa 1,5 km steht parallel zum Mont d’Amin der bewaldete nördliche Schenkel (Krete von Envers de Convers, bis 1231 m ü. M.). Dazwischen liegen von Süd nach Nord La Chaux d’Amin, der Montperreux (1373 m ü. M.) und die Grand’ Combe. La Chaux d’Amin und Grand’ Combe sind Talfurchen, die durch Erosion der mergeligen weichen Gesteinsschichten entstanden, während der Montperreux bereits die nächsttiefere harte Kalkschicht darstellt.
In 1395 m Höhe auf dem Mont d’Amin liegt ein erratischer Block, der vom Rhonegletscher während der Riss-Kaltzeit hierher verfrachtet wurde. Es ist der am höchsten gelegene erratische Block, der bisher auf dem Jura gefunden wurde. Anhand dieses Fundortes kann man sich ein Bild über die Mächtigkeit des Rhonegletschers während der Maximalvereisung im Alpenvorland machen.

## Bodenbedeckung
Auf den Höhenrücken von Mont d’Amin und Montperreux befinden sich ausgedehnte Jurahochweiden mit mächtigen Fichten, die entweder einzeln oder in Gruppen stehen; steilere Hänge sind bewaldet. Der Mont d’Amin ist ein beliebtes Wandergebiet und ein schöner Aussichtspunkt im Nahbereich der Städte Neuenburg und La Chaux-de-Fonds.

## Karte
- Landeskarte der Schweiz 1:25000, Blatt 1144, Val de Ruz